# Herc's Adventures
 (mai 2025).
Si vous disposez d'ouvrages ou d'articles de référence ou si vous connaissez des sites web de qualité traitant du thème abordé ici, merci de compléter l'article en donnant les références utiles à sa vérifiabilité et en les liant à la section « Notes et références ».
Herc's Adventures est un jeu vidéo d'aventure édité par LucasArts sur PlayStation et Saturn en 1997.

## Histoire
Dans une version loufoque de la Grèce antique, le joueur doit affronter toutes sortes de créatures mythologiques pour enfin se mesurer à Hadès, le Seigneur des Enfers.

## Système de jeu
Le jeu se joue seul, ou à deux en mode coopératif.